# Kondó Naoja
Kondó Naoja (Ucunomija, 1983. október 3. –) japán válogatott labdarúgó.
A japán U20-as válogatott tagjaként részt vett a 2003-as ifjúsági labdarúgó-világbajnokságon.

## Statisztika
| Japán válogatott | Japán válogatott | Japán válogatott |
| Időszak          | Mérk.            | gól              |
| ---------------- | ---------------- | ---------------- |
| 2012             | 1                | 0                |
| Összesen         | 1                | 0                |